# Licomede di Arcadia
Licomede di Arcadia (in greco antico: Λυκομοήδης?, Lykomoédes; Arcadia, fine V secolo a.C. – Peloponneso, 366 a.C.) è stato un militare e politico greco antico, il maggior promotore della lega arcadica.

## Biografia

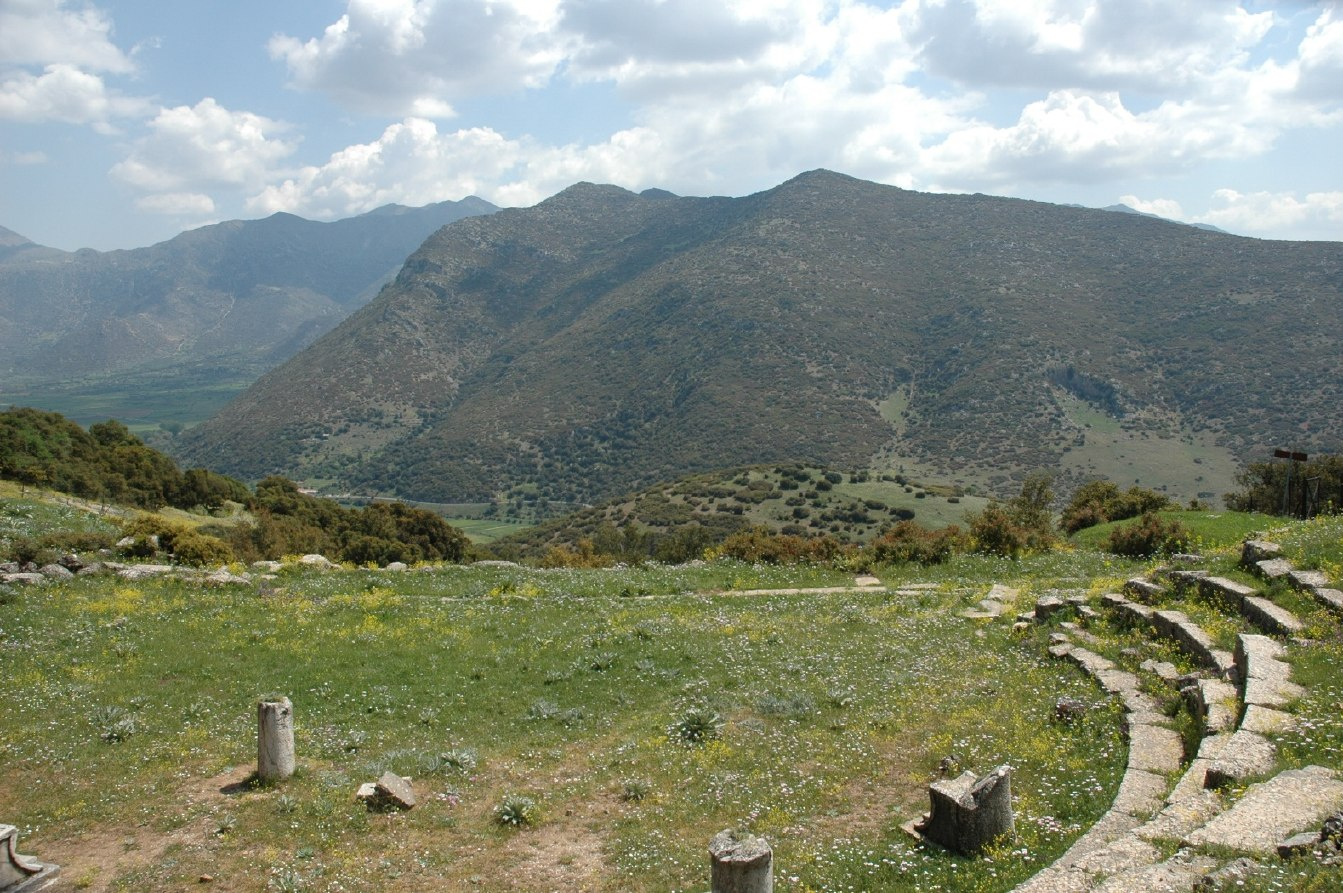
I ruderi dell'antica Orcomeno.

Le prime informazioni pervenuteci riguardo a questo generale arcade ce lo descrivono come uno dei fondatori di Megalopoli, nel 370 a.C. Secondo Diodoro Siculo l'idea della fondazione di Megalopoli è da attribuire allo stesso Licomede, mentre Pausania sostiene che sia di Epaminonda.
Nel 369 a.C. Licomede fu generale della Lega arcadica e sconfisse, vicino ad Orcomeno, le forze degli Spartani comandati da Politropo. 
Nell'anno seguente troviamo i segni di una crescente gelosia verso i Tebani da parte degli Arcadi, a causa per la maggior parte delle esortazioni di Licomede, che ricordò ai suoi concittadini la loro antica origine come figli della terra, i loro numeri, le loro alte cariche militari e il fatto che il loro aiuto fu abbastanza importante per Tebe come era stato per Sparta; ed è possibile che lo spirito così risvegliato e promosso in Arcadia potrebbe aver accorciato la permanenza di Epaminonda nel Peloponneso nella sua seconda invasione di esso.
Il vigore presentato di conseguenza dagli Arcadi sotto Licomede e i successi che riscontrarono sono menzionati da Senofonte e Diodoro, l'ultimo dei quali tuttavia pone questi eventi un anno troppo presto. Così fu nel 369 a.C., secondo lui, che Licomede marciò contro Pellene in Laconia, e, avendola presa, rese schiavi gli abitanti e devastò il paese.

### Il congresso di Tebe del 367

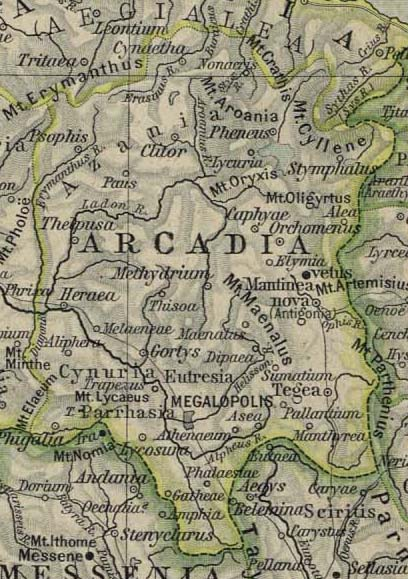
L'antica Arcadia

Lo stesso spirito di indipendenza fu ancora una volta manifestato da Licomede nel 367 a.C., al congresso tenutosi a Tebe, dopo il ritorno dei greci inviati a Susa, quando l'editto di Artaserse (in ogni modo favorevole a Tebe) era stato letto, e i Tebani richiesero i deputati degli altri stati a giurare rispetto di esso, Licomede dichiarò che il Congresso non avrebbe dovuto essere tenuto a Tebe assolutamente, ma ovunque ci fosse stata la guerra. 
Per questo i Tebani risposero con rabbia dicendo che lui stava introducendo la discordia per la distruzione dell'alleanza, e Licomede poi si ritirò dal congresso con i suoi colleghi.

### Alleanza con Atene e morte
Nel 366 a.C., la perdita di Oropo esasperò gli Ateniesi contro i loro alleati, a cui avevano offerto il loro aiuto quando era più necessario, e Licomede approfittò del sentimento per proporre un'alleanza tra Atene e l'Arcadia. La proposta fu in un primo momento sfavorevolmente accolta dagli Ateniesi, poiché comportava una violazione del loro legame con Sparta, ma poi acconsentirono pensando che il vantaggio di Sparta era uguale a quello di Atene se l'Arcadia fosse stata indipendente da Tebe. Licomede, al suo ritorno dal mare da Atene, desiderò di essere fatto approdare in un punto preciso della costa del Peloponneso, dove si era raccolto un certo numero di esuli arcadi, e da questi venne assassinato.